# Чжан Вейлі
Чжан Вейлі (кит.: 张伟丽; 13 серпня 1989) — китайська спортсменка, боєць змішаного стилю, чемпіонка UFC. 